# Slick Rick
Richard D. Walters (født 14. januar 1965), bedre kendt under artistnavnene Slick Rick, MC Ricky D og Rick the Ruler, er en Grammy-nomineret engelsk-amerikansk rapper. 
Han er oprindelig fra South Wimbledon i London, men i 1976 flyttede familien til the Bronx. Ricks karakteristiske klapøje fik han efter, at han som barn blev blindet i højre øje af knust glas. Han er bl.a. kendt for sin optræden på Chamillionaire og Kid Kids sang Hip Hop Police fra 2007. 

## Diskografi
- The Great Adventures Of Slick Rick (1988)
- The Ruler's Back (1991)
- Behind Bars (1994)
- The Art of Storytelling (1999)
- Cosas Del Amor (1980)